# イルーヴァタールの子ら
イルーヴァタールの子ら（イルーヴァタールのこら、Children of Ilúvatar）とは、J・R・R・トールキンの中つ国を舞台とした小説において、アルダに住む二つの自由の民、エルフおよび人間のこと。中つ国を含む全世界と全生物はイルーヴァタールとアイヌアの協力によって創造されたのに対し、エルフと人間はイルーヴァタールの手によってのみ創られたため、このように呼ばれる。イルーヴァタールにとってはアイヌアに次ぐ、第二、第三の種族になる。

## イルーヴァタールの長子　エルフ
「イルーヴァタールの子ら」のうち、「イルーヴァタールの長子」と呼ばれるのが、エルフである。かれらはアイヌアに似た性質を持ち、アルダにおける最善の生物として創造され、最初に目覚めた自由の民だった。寿命を持たず、アイヌアの教えを受けたものの中には、アイヌアも成し遂げなかった神秘的な創造や、偉業をおこなう者もいた。尤も、肉体が深く傷ついた場合は死ぬ事もある。

## 第二の民　人間
人間はイルーヴァタールの手によって創られた、第二の民である。かれらはエルフよりも劣る存在であり傷や病によってもエルフよりたやすく死ぬ。またアイヌアの教えを受けることがなかったので、容易に堕落し、神秘に通じるものが少ない。しかしかれらには、イルーヴァタールによって寿命という贈り物を与えられた。そのため成長するのも衰えるのも早く、寿命を持たないエルフよりもずっと性急に生涯を駆け抜けて運命を切り開くことができ、その人生の盛時においてはエルフを凌ぐ功業をたてるものもいた。

## 異種族間の結びつき
イルーヴァタールの手によって創造された三種族、アイヌア、エルフ、人間の中には、種族の垣根を越えて結ばれるものがいた。

### アイヌアとエルフの結びつき
マイアールの一人メリアンとエルフのエルウェのあいだには、ルーシエンが生まれた。

### エルフと人間の結びつき
- エルフのルーシエンと人間のベレンのあいだには、ディオルが生まれた。
- エルフのイドリルと人間のトゥオルのあいだには、エアレンディルが生まれた。
- エルフのアルウェンと人間のアラゴルンのあいだには、エルダリオンが生まれた。
- エルフのミスレルラスと人間のイムラゾールのあいだには、ガラドールとギルミスが生まれた。

## その他の自由の民
その他の自由の民として、ドワーフ、エント、鷲、ホビットがいる。